# 3. Sinfonie (Mendelssohn)
Die Sinfonie Nr. 3 in a-Moll op. 56 (MWV N 18) von Felix Mendelssohn Bartholdy ist eine romantische Sinfonie in vier Sätzen. Die Aufführungsdauer beträgt ca. 40 Minuten. Sie wird meist, obwohl Mendelssohn selber diese Bezeichnung nie autorisierte, die „Schottische Sinfonie“ genannt.

## Geschichtlicher Hintergrund
Im Frühjahr 1829 bereiste der damals 20-jährige Mendelssohn zum ersten Mal die britischen Inseln. Nach einer Reihe erfolgreicher Konzertauftritte in London machte er sich im Juli in Begleitung seines Freundes Karl Klingemann nach Schottland auf, um Stätten der Erinnerung an Maria Stuart, die nördlichen Highlands und die Hebriden zu besuchen. Die düstere Natur des Landes zog Mendelssohn unmittelbar an. Seine Eindrücke verarbeitete er musikalisch in der Ouvertüre Die Hebriden und in der 3. Sinfonie. In Edinburgh, wo er u. a. das Holyrood Palace besichtigte, notierte er das Andante in einer Klavierfassung und setzte dazu erste Ideen für die Orchestrierung. Dabei scheint die Ruine der Kapelle von Holyrood Palace ihn direkt inspiriert zu haben. In einem Brief schreibt er:

„In der tiefen Dämmerung gingen wir heut nach dem Palaste, wo Königin Maria gelebt und geliebt hat. […] Der Kapelle daneben fehlt nun das Dach. Gras und Efeu wachsen viel darin, und am zerbrochenen Altar wurde Maria zur Königin von Schottland gekrönt. Es ist alles zerbrochen, morsch und der heitere Himmel scheint hinein. Ich glaube, ich habe heute da den Anfang meiner Schottischen Symphonie gefunden.“

Dennoch beschäftigte ihn dieses Werk am längsten von all seinen Sinfonien: Erst am 20. Januar 1842, also dreizehn Jahre später, vollendete er das Werk. Es ist damit die letzte von Mendelssohns vier Sinfonien, erhielt aber dennoch eine niedrigere Nummerierung, da die früher entstandene „Italienische“ und die „Reformationssinfonie“ erst später veröffentlicht wurden.
Die Uraufführung fand am 3. März 1842 im Leipziger Gewandhaus unter der Leitung des Komponisten statt.

## Aufbau
1. Andante con moto – Allegro un poco agitato
2. Vivace non troppo
3. Adagio
4. Allegro vivacissimo – Allegro maestoso assai

## Besetzung
2 Flöten, 2 Oboen, 2 Klarinetten, 2 Fagotte, 4 Hörner, 2 Trompeten, Pauken, 1. Violine, 2. Violine, Bratsche, Violoncello, Kontrabass

## Werkbeschreibung
Mendelssohn verwendet für seine Komposition ein klassisch besetztes Orchester, versucht aber den traditionellen viersätzigen Aufbau der klassischen Sinfonie teilweise zu überwinden, indem er die vier Sätze attacca (also ohne Pause) musizieren lässt und den sinfonischen Zyklus so zu einer Einheit verbindet.
Der erste Satz steht in Sonatensatzform und beginnt mit einer langsamen Einleitung, die Mendelssohn noch 1829 in Schottland als Skizze notiert hatte. Der eigentliche Kopfsatz in schnellem Tempo ist in düster-melancholischem Moll gehalten.
Auf ihn folgt als zweiter Satz ein Scherzo, der sich mit seiner Pentatonik und der als Scotch snap bekannten rhythmischen Formel an folkloristische Vorbilder anlehnt, ohne jedoch originale schottische Melodien direkt zu zitieren.
Der darauf folgende kantable langsame Satz ist wiederum in Sonatensatzform gehalten.
Der Schlusssatz beginnt mit einem markanten Hauptthema der Violinen mit scharfen Doppelpunktierungen, das sich durch den ganzen Satz zieht und das Finale des Werks zu einer ausgelassen-festlichen Apotheose werden lässt.

## Rezeption
Der Musikwissenschaftler Siegfried Oechsle sieht die 3. Sinfonie als das repräsentative Beispiel einer Sinfoniekomposition von Mendelssohn. Sie sei nicht nur die letzte Sinfonie des Komponisten, sondern auch dessen Hauptwerk in dieser Gattung. Als Argumente für seine These führt Oechsle die Formstruktur der Komposition und die Komplexität des Werkes, die enorme Ausdehnung der Einleitung sowie die Tatsache ins Feld, dass op. 56 das einzige von Mendelssohn selbst zum Druck beförderte sinfonische Werk ist.

## Hörproben
Aufnahme des Fuldaer Symphonischen Orchesters (2003)
|  |  |  |  |